# Лукино (Рузский городской округ)
Лукино — деревня в Рузском районе Московской области, входящая в состав сельского поселения Старорузское. Население — 10 жителей на 2006 год, в деревне числится 1 улица — Дачная. До 2006 года Лукино входило в состав Старорузского сельского округа.
Деревня расположена в центре района, у прудов, устроенных на истоках впадающего справа в реку Рузу безымянного притока, в 3 км к югу от Рузы, высота центра деревни над уровнем моря 205 м. Ближайшие населённые пункты — деревня Горбово в 2 км на восток, Старотеряево в 1,8 км севернее (за рекой Рузой) и Новониколаево — в 1,5 км на юг.